# Stanley Hoffmann
Stanley Harry Hoffmann (* 27. November 1928 in Wien; † 13. September 2015 in Cambridge, Massachusetts) war ein österreichisch-französisch-amerikanischer Politikwissenschaftler. Er wirkte als Hochschullehrer sowohl an der Harvard University sowie auch der École des hautes études en sciences sociales in Paris.

## Leben
Hoffmann war Sohn einer jüdischen Österreicherin und eines US-Amerikaners. Die Eltern schieden sich kurz nach seiner Geburt, und Hoffmanns Mutter zog nach Nizza und von dort 1936 nach Neuilly-sur-Seine bei Paris. Die deutsche Judenverfolgung überstanden sie in Südfrankreich.
Er studierte in Paris und Nizza und nahm 1947 die französische Staatsbürgerschaft an. Nach seinem Abschluss am Institut d’études politiques de Paris lehrte er dort und an der Elite-Hochschule École des Hautes Études en Sciences Sociales (EHESS). 1955 wechselte er in die Vereinigten Staaten, wo er Paul and Catherine Buttenwieser University Professor an der amerikanischen Traditionsuniversität Harvard wurde. Die US-amerikanische Staatsbürgerschaft erhielt er 1960.
Hoffmanns akademische Schwerpunkte waren französische Ideengeschichte und Politik, amerikanische Außenpolitik, europäische Nachkriegsgeschichte und -politik, Soziologie des Krieges, Internationale Beziehungen, moderne politische Ideologien und die Entwicklung des modernen Staates.
Seine Bedeutung für die Forschung ergab sich insbesondere aus seinem streitbaren Dialog mit Ernst B. Haas, dessen neofunktionalistische Interpretation des europäischen Integrationsprozesses Hoffmann bestritt und dem eine eigene, auf realistisch-intergouvernementalistischen Grundlagen aufgebaute Konzeption des Prozesses der europäischen Einigung entgegensetzte. So wurde Andrew Moravcsiks Beitrag zur Theorie der europäischen Integration wesentlich von Hoffmann beeinflusst.
1964 wurde Hoffmann in die American Academy of Arts and Sciences gewählt. Seit 1981 war er Mitglied der American Philosophical Society und seit 1996 korrespondierendes Mitglied der British Academy. 1996 wurde er mit dem Balzan-Preis ausgezeichnet.

## Schriften (Auswahl)

### Alleinige Autorschaft
- The State of War: Essays on the Theory and Practice of International Politics. Praeger, 1965.
- Gulliver’s Troubles: or, the Setting of American Foreign Policy. McGraw-Hill, 1968.
- Decline or Renewal? France since the 1930s. Viking Press, 1974.
- Primacy or World Order: American Foreign Policy since the Cold War, (McGraw-Hill, 1978).
- Duties beyond Borders: On the Limits and Possibilities of Ethical International Politics, (Syracuse University Press, 1981).
- Dead Ends: American Foreign Policy in the New Cold War, (Ballinger Publishing, 1983).
- Janus and Minerva: Essays in the Theory and Practice of International Politics, (Westview Press, 1987).
- The European Sisyphus: Essays on Europe, 1964–1994, (Westview Press, 1995).
- World Disorders: Troubled Peace in the Post-Cold War Era, (Rowman & Littlefield, 1998).
- World Disorders: Troubled Peace in the Post-Cold War Era, Updated ed.,(Rowman & Littlefield, 2000).

### Mitautorschaften
- The Ethics and Politics of Humanitarian Intervention. Ko-Autoren: Robert C. Johansen, James P. Sterba und Raimo Vayrynen. University of Notre Dame Press, 1996.
- Gulliver Unbound: America’s Imperial Temptation and the War in Iraq. Co-Autor: Frédéric Bozo. Rowman & Littlefield, 2004.

### Herausgeberschaften
- Contemporary Theory in International Relations, (Prentice-Hall, 1960).

### Mitherausgeberschaften
- The Relevance of International Law: Essays in honor of Leo Gross, co-edited with Karl W. Deutsch, Festschrift zum 65 Geburtstag von Leo Gross, (Schenkman Publishing, 1968).
- Culture and Society in Contemporary Europe: A Casebook, co-edited with Paschalis Kitromilides, (Allen & Unwin, 1981).
- The Impact of the Fifth Republic on France, co-edited with William G. Andrews, (State University of New York Press, 1981).
- The Marshall Plan: A Retrospective, co-edited with Charles Maier, (Westview Press, 1984).
- The Rise of the Nazi Regime: Historical Reassessments, co-edited with Charles S. Maier and Andrew Gould, (Westview Press, 1986).
- The Mitterrand Experiment: Continuity and Change in Modern France, co-edited with George Ross and Sylvia Malzacher, (Polity, 1987).
- Rousseau on International Relations, co-edited with David P. Fidler, (Oxford University Press, 1991).
- The New European Community: Decisionmaking and Institutional Change, co-edited with Robert O. Keohane, (Westview Press, 1991).
- After the Cold War: International Institutions and State Strategies in Europe, 1989–1991, co-edited with Robert O. Keohane and Joseph S. Nye, (Harvard University Press, 1993).